# Rhaphuma aequalis
Rhaphuma aequalis là một loài bọ cánh cứng trong họ Cerambycidae.